# Джури, Аделина Антоновна
Адели́на (Аделаи́да) Анто́новна Джу́ри (9 апреля 1872, Каир — 23 декабря 1963, Москва) — балерина, педагог-хореограф. Заслуженный деятель искусств РСФСР (1945 год).

## Биография
Итальянка по происхождению, она родилась в Каире. В 1885 году приехала в Россию.
Балетом начала заниматься дома под руководством педагога Хосе Мендеса, который был женат на её сестре, затем поступила в Московское театральное училище в его же класс.
В 1891 году дебютировала в Большом театре в партии Эсмеральды в одноимённом балете (балетмейстер Мендес), но вскоре уехала в Италию, и два сезона выступала в театре «Ла Скала».
Имела грандиозный успех в Лондоне.
С 1894 года вернулась в Москву и вновь выступала в труппе Большого театра, где работала до 1903 года.
Танец Джури отличался лёгкостью, грациозностью и вместе с тем стремительностью, силой, виртуозным блеском. Однако этому стилю свойственна была вычурная холодность, избегание эмоциональности, что порой ставилось в укор балерине, притом что отмечалась её техника: она уверенно исполняла полное фуэте в 32 оборота, что русские балерины тогда ещё не умели. Аделаида Джури сразу заняла на московской сцене первое положение.

юная Павлова внимательно наблюдала из-за кулис за итальянской танцовщицей. Павлова отметила, что длинную и трудную вариацию пиццикато на пуантах Джури исполнила очень четко. Балерина как будто застывала на пуантах, а затем в коде, в конце вариации, делала высокие прыжки.

В 1903 года из-за неудачного падения и полученной травмы вынуждена была оставить сцену и начала педагогическую работу. Преподавала в студии им. Ф. И. Шаляпина, школе сценического танца («Остров танца») Центрального парка культуры и отдыха им. М. Горького (Москва). В 1926—1947 гг. педагог Московского хореографического училища.

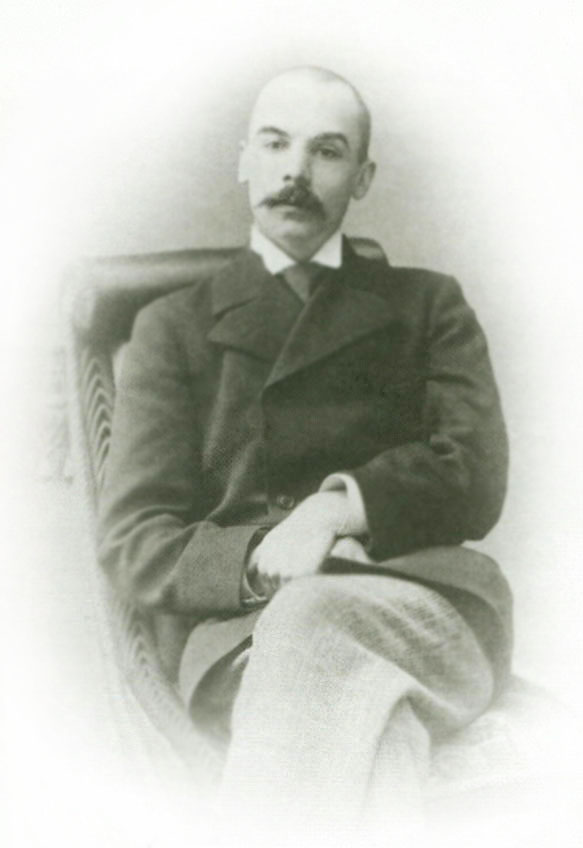
Александр Андреевич Карзинкин.
Фото из собрания В. А. Телешова

Была замужем за Александром Андреевичем Карзинкиным (1863—1939), археологом и нумизматом, благотворителем, членом Совета Третьяковской галереи, сыном одного из богатейших российских купцов и меценатов А. А. Карзинкина. Карзинкины вошли в десятку богатейших купеческих семей России после присоединения в 1873 году среднеазиатских земель, где текстильные фабриканты воздвигли 12 хлопкоочистительных заводов и устроили хлопковые плантации.

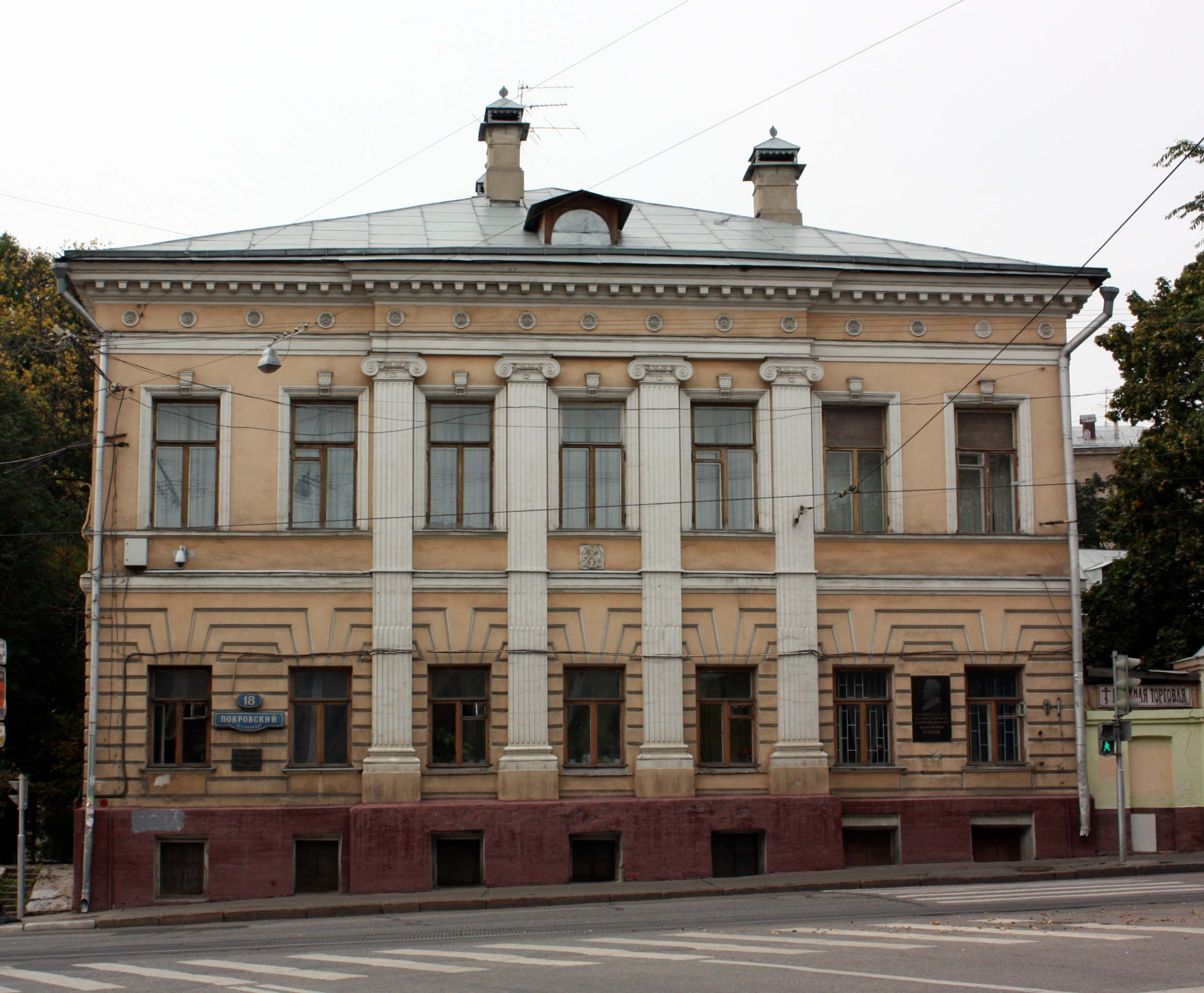
Дом Телешова
Семья потомков Телешовых-Карзинкиных живёт в этом доме до сих пор. Здесь много лет находится МГО ВООПИиК. Покровский бульвар угол Подколокольного переулка.

Ещё в 1818 году прадед Александра Андреевича, А. С. Карзинкин, выкупил дом, принадлежавший семье Фёдора Толстого на Покровском бульваре. В доме жили все поколения этой ветви большой семьи Карзинкиных.
В этом доме на втором этаже и проживала А. Джури с мужем и дочерью. Супруги Карзинкины были в большой дружбе с супругами Шаляпиными, и не только.
Нижний этаж занимала родная сестра А. А. Карзинкина художница Елена Андреевна сначала Карзинкина, затем Телешова со своим мужем — писателем, основателем и первым долголетним директором музея МХАТ Николаем Дмитриевичем Телешовым. Там по средам, в течение нескольких лет, 1899—1916, собиралась московская творческая интеллигенция на литературные вечера, получившие название «Среда».
После 1917 года всё это богатство было национализировано, хозяевам оставили лишь комнату; это называлось «уплотнением».
Когда закрывали в 1928 году Храм Трёх Святителей на Кулишках, супруги Телешовы, Александр и Аделаида (Аделина) Карзинкины первыми поставили свои подписи на документах в защиту храма.
Дочь — Софья (1903 — ?), библиотекарь, библиограф (1935—1958) Института мировой литературы им. А. М. Горького.
Умерла 23 декабря 1963 года. Похоронена на Введенском кладбище (10 уч.).

## Партии
- Эсмеральда,"Эсмеральда" хореография Мендеса по М. Петипа
- 6 января 1890 год — «Танцовщики поневоле» композитора Маковца, впервые поставленном в 1818 и возобновлённом балетмейстером В. Д. Тихомировым как образец старинного балета — Жульетта
- «Звезды» — Клермонд
- «Брама» — Падмана
- 1894 год — «Жизель» А. Адана, балетмейстер М. Петипа — Жизель
- 20 февраля 1897 год — «Фея кукол» композитора И. Байера, балетмейстер Хосе Мендес — Фея кукол (первая исполнительница в России)
- 1898 год — «Пери» Ф. Бургмюллера — Пери
- 1899 год — «Спящая красавица» П. И. Чайковского, балетмейстер А. А. Горский по хореографии М. Петипа — Аврора
- 23 января 1900 год — «Раймонда» А. К. Глазунова, балетмейстеры А. А. Горский и И. Н. Хлюстин — Раймонда (первая исполнительница).
- 24 января 1901 год — «Лебединое озеро» П. И. Чайковского, новая постановка, балетмейстер А. А. Горский — Одетта-Одиллия (перенос петербургской постановки; первая исполнительница постановки в Москве)
- 25 ноября 1901 год — «Конек-горбунок» Ц. Пуни, балетмейстер А. А. Горский по хореографии А. Сен-Леона — Царь-девица (первая исполнительница новой постановки)
- 1903 год — «Тщетная предосторожность» П.-Л. Гертеля — Лиза
- «Дочь фараона» Ц. Пуни, балетмейстеры Л. Н. Гейтен, Н. Ф. Манохин по хореографии Мариуса Петипа — Аспиччия
- «Коппелия» Лео Делиба, балетмейстер И. Хансен, по хореографии А.Сен-Леона — Сванильда.
- «Корсар» А. Адана, балетмейстер А. Н. Богданов по хореографии М.Петипа — Медора